# Eustasius
Svatý Eustasius, též Eustache de Luxeuil, Eustase či Eustaise česky též Eustáz (?, Burgundsko – 629, Luxeuil) byl benediktinský opat, katolickou církví je uctíván jako světec.

## Život
Byl žákem svatého Kolumbána z Bobbia a jeho nástupcem ve funkci opata v klášteře Luxeuil. Byl hlavou společenství asi šesti set mnichů. Jeho žákem byl blahoslavený Otmar, pozdější misijní biskup. Eustasius se také staral o slepce a nemocné. Podnikl misijní cesty do Bavorska a Burgundska.
Na základě rozhodnutí synody v Mâcon (probíhala na přelomu let 626 a 627) se měl připojit k církvi v tehdejší Galii a přijmout řeholní reformu s přísnějšími pravidly, což se ale setkalo s nesouhlasem jemu podřízených mnichů. Zemřel v roce 629. Jeho ostatky jsou od roku 1921 uloženy v Roville-aux-Chênes. Je uctíván jako patron slepců a psychicky nemocných.